# Norbert Rózsa
Norbert Rózsa (Budapest, 9 febbraio 1972) è un ex nuotatore ungherese.
Specializzato nella rana ha vinto la medaglia d'oro nei 200 m rana alle Olimpiadi di Atlanta 1996 e quelle d'argento nei 100 m e 200 m rana a Barcellona 1992.

## Palmarès
- Olimpiadi

Barcellona 1992: argento nei 100m rana e nei 200m rana.
Atlanta 1996: oro nei 200m rana.
- Mondiali

Perth 1991: oro nei 100m rana e argento nei 200m rana.
Roma 1994: oro nei 100m rana e nei 200m rana e bronzo nella 4x100m misti.
Perth 1998: bronzo nei 200m rana e nella 4x100m misti.
- Europei

Atene 1991: oro nei 100m rana, argento nei 200m rana e bronzo nella 4x100m misti.